# Britisk idealisme
 Der er for få eller ingen kildehenvisninger i denne artikel, hvilket er et problem. Du kan hjælpe ved at angive troværdige kilder til de påstande, som fremføres i artiklen.

Britisk idealisme I slutningen af 1900-tallet genoplives Hegels tanker i den britiske idealisme. Hovedskikkelserne er T. H. Green (1836–1882), Francis Herbert Bradley (1846–1924), og Bernard Bosanquet (1848–1923). De efterfulgtes af J. M. E. McTaggart (1866–1925), H. H. Joachim (1868–1938), og J. H. Muirhead (1855–1940). Den sidste væsenslige filosof i denne tradition var G. R. G. Mure (1893–1979). G. E. Moore og Bertrand Russell startede analytisk filosofi som modreaktion til den tidlige britiske idealisme.